# Capitale San Rafael de Onoto
Pour les articles homonymes, voir San Rafael de Onoto, San Rafael et Onoto.
Capitale San Rafael de Onoto est l'une des trois divisions territoriales de la municipalité de San Rafael de Onoto dans l'État de Portuguesa au Venezuela. À des fins statistiques, l'Institut national de la statistique du Venezuela a créé le terme de « parroquia capital », ici traduit par le terme « capitale » qui correspond au territoire où se trouve le chef-lieu de la municipalité afin de couvrir ce vide spatial, qui, selon la loi sur la division politique territoriale publiée dans le Journal officiel de l'État « n'attribue pas de hiérarchie politique territoriale, ni de description de ses limites respectives ». Ce territoire s'articule autour de San Rafael de Onoto, chef-lieu de la municipalité.

## Géographie

### Démographie
Hormis San Rafael de Onoto autour de laquelle s'articule la division territoriale, celle-ci comporte également les localités suivantes :
- Carrizalito
- El Candelo
- El Hijito
- Las Tucuraguas
- Paso de Cojedes
  - Paso de Cojedes Este
  - Paso de Cojedes Oeste
- San Rafael de Onoto